# Peucedanum rablense
Peucedanum rablense är en växtart i släktet Peucedanum och familjen flockblommiga växter.
Arten är en perenn ört som förekommer i sydöstra Alperna. Den beskrevs som Ferula rablensis av Franz Xaver von Wulfen 1791, och fick sitt nu gällande namn av Wilhelm Daniel Joseph Koch 1824.